# Megaloastia mainae
Megaloastia mainae là một loài nhện trong họ Salticidae.
Loài này thuộc chi Megaloastia. Megaloastia mainae được Marek Żabka miêu tả năm 1995.